# Horsfieldia
Genre
Horsfieldia est un genre de plantes à fleurs de la famille des Myristicaceae.

## Liste d'espèces
Selon BioLib (10 septembre 2020) :
- Horsfieldia amklaal Kanehira
- Horsfieldia amplomontana W.J. de Wilde
- Horsfieldia androphora W.J. de Wilde
- Horsfieldia borneensis W.J. de Wilde
- Horsfieldia brachiata (King) Warb.
- Horsfieldia carnosa Warb.
- Horsfieldia crassifolia (Hook. f. & Thomson) Warb.
- Horsfieldia discolor W.J. de Wilde
- Horsfieldia disticha W.J. de Wilde
- Horsfieldia endertii W.J. de Wilde
- Horsfieldia fragillima Airy Shaw
- Horsfieldia gracilis W.J. de Wilde
- Horsfieldia grandis (Hook. f.) Warb.
- Horsfieldia irya (Gaertn.) Warb.
- Horsfieldia laticostata (J. Sinclair) W.J. de Wilde
- Horsfieldia macilenta W.J. de Wilde
- Horsfieldia montana Airy Shaw
- Horsfieldia motleyi Warb.
- Horsfieldia nervosa W.J. de Wilde
- Horsfieldia nunu Kanehira
- Horsfieldia obscura W.J. de Wilde
- Horsfieldia obtusa W.J. de Wilde
- Horsfieldia oligocarpa Warb.
- Horsfieldia palauensis Kanehira
- Horsfieldia pallidicaula W.J. de Wilde
- Horsfieldia paucinervis Warb.
- Horsfieldia penangiana J. Sinclair
- Horsfieldia polyspherula (Hook. f. emend. King) J. Sinclair
- Horsfieldia punctatifolia J. Sinclair
- Horsfieldia reticulata Warb.
- Horsfieldia ridleyana (King) Warb.
- Horsfieldia rufo-lanata Airy Shaw
- Horsfieldia sabulosa J. Sinclair
- Horsfieldia sessilifolia W.J. de Wilde
- Horsfieldia splendida W.J. de Wilde
- Horsfieldia sterilis W.J. de Wilde
- Horsfieldia subalpina J. Sinclair
- Horsfieldia sucosa (King) Warb.
- Horsfieldia tenuifolia (J. Sinclair) W.J. de Wilde
- Horsfieldia tristis W.J. de Wilde
- Horsfieldia wallichii (Hook. f. & Thomson) Warb.
- Horsfieldia xanthina Airy Shaw

Selon Catalogue of Life (10 septembre 2020) :
- Horsfieldia ampla Markgraf
- Horsfieldia ampliformis W. J. J. O. de Wilde
- Horsfieldia amplomontana W. J. J. O. de Wilde
- Horsfieldia amygdalina (Wall. ex Hook. fil. & Thoms.) Warb.
- Horsfieldia androphora W. J. J. O. de Wilde
- Horsfieldia angularis W. J. J. O. de Wilde
- Horsfieldia ardisiifolia (A. DC.) Warb.
- Horsfieldia aruana (Bl.) W. J. J. O. de Wilde
- Horsfieldia atjehensis W. J. J. O. de Wilde
- Horsfieldia australiana S. T. Blake
- Horsfieldia basifissa W. J. J. O. de Wilde
- Horsfieldia borneensis W. J. J. O. de Wilde
- Horsfieldia brachiata (King) Warb.
- Horsfieldia carnosa Warb.
- Horsfieldia clavata W. J. J. O. de Wilde
- Horsfieldia coriacea W. J. J. O. de Wilde
- Horsfieldia corrugata D. B. Foreman
- Horsfieldia coryandra W. J. J. O. de Wilde
- Horsfieldia costulata (Miq.) Warb.
- Horsfieldia crassifolia (Hook. fil. & Thoms.) Warb.
- Horsfieldia crux-melitensis Markgraf
- Horsfieldia decalvata W. J. J. O. de Wilde
- Horsfieldia discolor W. J. J. O. de Wilde
- Horsfieldia disticha W. J. J. O. de Wilde
- Horsfieldia elongata W. J. J. O. de Wilde
- Horsfieldia endertii W. J. J. O. de Wilde
- Horsfieldia flocculosa (King) Warb.
- Horsfieldia fragillima Airy-Shaw
- Horsfieldia fulva (King) Warb.
- Horsfieldia glabra (Reinw. ex Blume) Warb.
- Horsfieldia gracilis W. J. J. O. de Wilde
- Horsfieldia grandis (Hook. fil.) Warb.
- Horsfieldia hellwigii (Warb.) Warb.
- Horsfieldia hirtiflora W. J. J. O. de Wilde
- Horsfieldia inflexa W. J. J. O. de Wilde
- Horsfieldia iriana W. J. J. O. de Wilde
- Horsfieldia irya (Gaertn.) Warb.
- Horsfieldia iryaghedhi (Gaertn.) Warb.
- Horsfieldia kingii (Hook. fil.) Warb.
- Horsfieldia laevigata (Bl.) Warb.
- Horsfieldia lancifolia W. J. J. O. de Wilde
- Horsfieldia laticostata (Sinclair) W. J. J. O. de Wilde
- Horsfieldia leptantha W. J. J. O. de Wilde
- Horsfieldia longiflora W. J. J. O. de Wilde
- Horsfieldia macilenta W. J. J. O. de Wilde
- Horsfieldia macrothyrsa (Miq.) Warb.
- Horsfieldia majuscula (King) Warb.
- Horsfieldia micrantha W. J. de Wilde
- Horsfieldia moluccana W. J. J. O. de Wilde
- Horsfieldia montana Airy-Shaw
- Horsfieldia motleyi Warb.
- Horsfieldia nervosa W. J. J. O. de Wilde
- Horsfieldia obscura W. J. J. O. de Wilde
- Horsfieldia obscurinervia Merr.
- Horsfieldia obtusa W. J. J. O. de Wilde
- Horsfieldia olens W. J. J. O. de Wilde
- Horsfieldia oligocarpa Warb.
- Horsfieldia pachycarpa A. C. Sm.
- Horsfieldia pachyrachis W. J. J. O. de Wilde
- Horsfieldia palauensis Kanehira
- Horsfieldia pallidicaula W. J. J. O. de Wilde
- Horsfieldia parviflora (Roxb.) J. Sinclair
- Horsfieldia paucinervis Warb.
- Horsfieldia penangiana J. Sinclair
- Horsfieldia perangusta W. J. J. O. de Wilde
- Horsfieldia pilifera Markgraf
- Horsfieldia platantha W. J. de Wilde
- Horsfieldia polyspherula (Hook. fil.) J. Sinclair
- Horsfieldia psilantha W. J. J. O. de Wilde
- Horsfieldia pulcherrima W. J. J. O. de Wilde
- Horsfieldia pulverulenta Warb.
- Horsfieldia punctata W. J. J. O. de Wilde
- Horsfieldia punctatifolia J. Sinclair
- Horsfieldia ralunensis Warb.
- Horsfieldia reticulata Warb.
- Horsfieldia ridleyana (King) Warb.
- Horsfieldia romblonensis W. J. de Wilde
- Horsfieldia rufolanata Airy-Shaw
- Horsfieldia sabulosa J. Sinclair
- Horsfieldia samarensis W. J. J. O. de Wilde
- Horsfieldia schlechteri Warb.
- Horsfieldia sepikensis Markgraf
- Horsfieldia sessilifolia W. J. J. O. de Wilde
- Horsfieldia sinclairii W. J. J. O. de Wilde
- Horsfieldia smithii Warb.
- Horsfieldia sparsa W. J. J. O. de Wilde
- Horsfieldia spicata (Roxb.) J. Sinclair
- Horsfieldia splendida W. J. J. O. de Wilde
- Horsfieldia squamulosa W. J. J. O. de Wilde
- Horsfieldia sterilis W. J. J. O. de Wilde
- Horsfieldia subalpina J. Sinclair
- Horsfieldia subtilis (Miq.) Warb.
- Horsfieldia sucosa (King) Warb.
- Horsfieldia superba (Hook. fil. & Thoms.) Warb.
- Horsfieldia sylvestris (Houtt.) Warb.
- Horsfieldia talaudensis W. J. J. O. de Wilde
- Horsfieldia tenuifolia (Sinclair) W. J. J. O. de Wilde
- Horsfieldia tomentosa Warb.
- Horsfieldia triandra W. J. J. O. de Wilde
- Horsfieldia tristis W. J. J. O. de Wilde
- Horsfieldia tuberculata (K. Schum.) Warb.
- Horsfieldia urceolata W. J. J. O. de Wilde
- Horsfieldia wallichii (Hook. fil. & Thoms.) Warb.
- Horsfieldia whitmorei J. Sinclair
- Horsfieldia xanthina Airy-Shaw

Selon The Plant List (10 septembre 2020) :
- Horsfieldia amplomontana W.J.de Wilde
- Horsfieldia amygdalina (Wall.) Warb.
- Horsfieldia ardisiifolia (A. DC.) Warb.
- Horsfieldia brachiata (King) Warb.
- Horsfieldia crassifolia (Hook.f. & Thomson) Warb.
- Horsfieldia endertii W.J.de Wilde
- Horsfieldia glabra (Reinw. ex Blume) Warb.
- Horsfieldia grandis (Hook.f.) Warb.
- Horsfieldia irya (Gaertn.) Warb.
- Horsfieldia iryaghedhi (Gaertn.) Warb.
- Horsfieldia kingii (Hook.f.) Warb.
- Horsfieldia montana Airy Shaw
- Horsfieldia pallidicaula W.J.de Wilde
- Horsfieldia polyspherula (Hook.f. ex King) J.Sinclair
- Horsfieldia punctatifolia J.Sinclair
- Horsfieldia rufolanata Airy Shaw
- Horsfieldia sparsa W.J.de Wilde
- Horsfieldia splendida W.J.de Wilde
- Horsfieldia tomentosa Warb.

Selon Tropicos (10 septembre 2020) (Attention liste brute contenant possiblement des synonymes) :
- Horsfieldia aculeata (Blume) A. DC.
- Horsfieldia amplomontana W.J. de Wilde
- Horsfieldia amygdalina (Wall.) Warb.
- Horsfieldia ardisiifolia (A. DC.) Warb.
- Horsfieldia australiana S.T. Blake
- Horsfieldia brachiata Warb.
- Horsfieldia canarioides Warb.
- Horsfieldia crassifolia Warb.
- Horsfieldia endertii W.J. de Wilde
- Horsfieldia gigantifolia Elmer
- Horsfieldia glabra (Reinw. ex Blume) Warb.
- Horsfieldia grandis Warb.
- Horsfieldia hainanensis Merr.
- Horsfieldia hellwigii Warb.
- Horsfieldia horrida (Sm.) Seem.
- Horsfieldia irya (Gaertn.) Warb.
- Horsfieldia iryaghedhi Warb.
- Horsfieldia kingii (Hook. f.) Warb.
- Horsfieldia lemanniana Warb.
- Horsfieldia longiflora W.J. de Wilde
- Horsfieldia longipedunculata H.H. Hu
- Horsfieldia macrobotrys Merr.
- Horsfieldia macrocoma (Miq.) Warb.
- Horsfieldia moluccana W.J. de Wilde
- Horsfieldia montana Airy Shaw
- Horsfieldia oblongata Merr.
- Horsfieldia odorata Willd.
- Horsfieldia pallidicaula W.J. de Wilde
- Horsfieldia pandurifolia H.H. Hu
- Horsfieldia peltata Benth. & Hook. f.
- Horsfieldia polyspherula J. Sinclair
- Horsfieldia prainii (King) Warb.
- Horsfieldia prunoides C.Y. Wu
- Horsfieldia punctatifolia J. Sinclair
- Horsfieldia racemosa Warb.
- Horsfieldia rufolanata Airy Shaw
- Horsfieldia sparsa W.J. de Wilde
- Horsfieldia spicata (Roxb.) J. Sinclair
- Horsfieldia splendida W.J. de Wilde
- Horsfieldia subalpina J. Sinclair
- Horsfieldia subglobosa Warb.
- Horsfieldia sucosa Warb.
- Horsfieldia superba Warb.
- Horsfieldia sylvestris (Houtt.) Warb.
- Horsfieldia tetratepala C.Y. Wu & W.T. Wang
- Horsfieldia thorelii Lecomte
- Horsfieldia tomentosa Warb.
- Horsfieldia tonkinensis Lecomte
- Horsfieldia warburgiana Elmer
- Horsfieldia xanthina Airy Shaw